# Sant Pere de Masquefa
Sant Pere de Masquefa és una església de Masquefa (Anoia) inclosa a l'Inventari del Patrimoni Arquitectònic de Catalunya.

## Descripció
És una església de planta rectangular d'una sola nau amb dues capelles laterals, el campanar està coronat per un rellotge a quatre vents cobert amb una volta de ferro forjat.
Hi destaca una pica baptismal de pedra datada el 1502 i que està situada al baptisteri. Realitzada amb maó vist i maó arrebossat imitant carreus en la façana.
Hi ha una pica baptismal esculpida en pedra, amb poca decoració, tan sols destaca l'escut català (quatre barres) i la data de la construcció (1562) Està rematada per una creu.

## Història
Està situada dins del poble, fou construïda entre els anys 1922 i 1925, i està dedicada a Sant Pere, Santa Maria Magdalena i Sant Isidre Llaurador.
La primera pedra del temple es va posar el dia 22 de juliol de 1922, amb motiu de la diada de Santa Maria Magdalena –patrona de la vila–, la seva inauguració i benedicció va ser el dia 26 d'abril de 1926 a dos quarts de deu del matí.
La benedicció de l'església de bell nou construida anà a càrrec del M. Iltre. Sr. Dr. D. Joan Boada, canonge de la Seu de Barcelona, secretari de la cambra del Bisbat, amb delegació de Sa Excia. el Sr. Bisbe.
L'església de Sant Pere substituí, en les funcions parroquials, a la Capella del Roser, que les ostentava des de l'any 1877. Prèviament a aquest data, la parroquialitat era a l'església romànica, també dedicada a Sant Pere (Sant Pere i la Santa Creu), que està situada als afores del poble.